# 凯瑟尔多夫
凯瑟尔多夫（法語：Kesseldorf，发音：[kɛsəldɔʁf]）是法国下莱茵省的一个市镇，属于阿格诺-维桑堡区（Haguenau-Wissembourg）和维桑堡县（Wissembourg）。该市镇总面积7.26平方公里，2009年时的人口为431人。

## 人口
凯瑟尔多夫人口变化图示